# Bendisopis
Bendisopis là một chi bướm đêm thuộc họ Erebidae.